# غابور سيمون (سياسي)
غابور سيمون (بالمجرية: Simon Gábor)‏ هو سياسي مجري، ولد في 29 فبراير 1972 في ميشكولتس في المجر. حزبياً، نشط في الحزب الإشتراكي المجري. وقد انتخب عضو الجمعية الوطنية المجرية.